# Bộ Bưu chính và Viễn thông (Bắc Triều Tiên)
Bộ Bưu chính Viễn thông (tiếng Hàn: 체신성) là một bộ của chính phủ ở Bắc Triều Tiên nhằm chịu trách nhiệm về dịch vụ bưu chính, hệ thống điện thoại và các phương tiện truyền thông như truyền hình và báo in của Bắc Triều Tiên. Ngoài ra, Bộ còn chịu trách nhiệm về tem mới. Năm 2010, Bộ đã tham gia cuộc tấn công mạng vào Hàn Quốc bằng cách sử dụng địa chỉ IP được thuê từ Trung Quốc. Bộ cũng là thành viên của Viễn thông Châu Á - Thái Bình Dương.
Bộ trưởng hiện tại là Ju Yong Il. Kim Kwang-chol bộ trưởng trước đó là ông Sim Chol-ho, người được bổ nhiệm vào vị trí này vào tháng 2 năm 2012. Sim đã được báo cáo là Bộ trưởng của Bộ Bưu chính Viễn thông trong một bài báo tháng 2 năm 2016.

## Danh sách Bộ trưởng
- Kim Jong-ju: từ ngày 2 tháng 9 năm 1948 ~ ?.
- Pak Il-u: từ tháng 3 năm 1953 - 28 tháng 11 năm 1955.
- Chang-Hum Kim: từ ngày 29 tháng 11 năm 1955 ~ ngày 19 tháng 9 năm 1957.
- Jun jun Ko: từ ngày 20 tháng 9 năm 1957 ~ ngày 24 tháng 4 năm 1958.
- Choi Hyun: từ ngày 24 tháng 4 năm 1958 ~ ngày 22 tháng 10 năm 1962.
- Park Young-soon: từ ngày 23 tháng 10 năm 1962 ~ ngày 16 tháng 12 năm 1967, từ ngày 16 tháng 12 năm 1967 ~ ngày 27 tháng 12 năm 1967.
- Kim Young-chae: từ ngày 15 tháng 12 năm 1977 ~ 1980, từ năm 1980 ~ 4 tháng 4 năm 1982, từ ngày 5 tháng 4 năm 1982 ~ 28 tháng 12 năm 1986, từ ngày 29 tháng 12 năm 1986 ~ ?.
- Changho Kim: từ ngày 24 tháng 5 năm 1990 ~ ?.
- Blind hag Lee Geum-bum: từ 5 tháng 9 năm 2000 ~ năm 2002.
- Lee Geum-beom: từ năm 2002 ~ 2 tháng 9 năm 2003, từ 3 tháng 9 năm 2003 ~ tháng 7 năm 2005.
- Ryu Yong-sop: (2005 英 燮) từ tháng 7 năm 2005 ~ tháng 1 năm 2009.
- Sim Chol-ho: từ tháng 2 năm 2012 ~ năm 2015.
- Kim Kwang-chol: từ năm 2015 ~ năm 2021.
- Ju Yong Il: từ tháng 1 năm 2021 ~ Hiện tại. [6]